# Bibliotheca Hagiographica Graeca

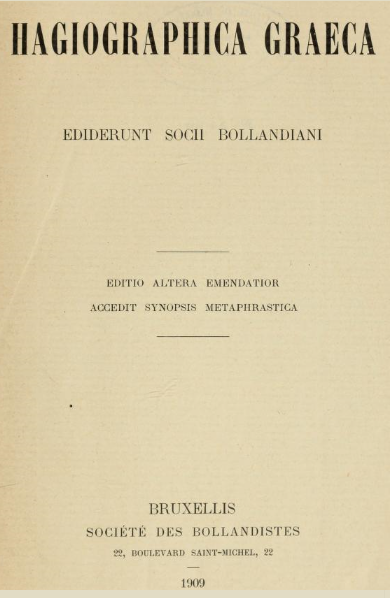
Portada de la Bibliotheca Hagiographica Graeca, edición de 1909.

La Bibliotheca Hagiographica Graeca es un catálogo de material hagiográfico griego y bizantino, que incluye obras literarias antiguas sobre la vida de los santos, la traducción de sus reliquias y sus milagros, ordenados alfabéticamente por santos. Suele abreviarse como BHG en la literatura académica. Los listados incluyen manuscritos, íncipits y ediciones impresas. Las dos primeras ediciones (1895, 1909) fueron editadas por los bolandistas, entre los que se encontraba el erudito jesuita Hippolyte Delehaye. Las ediciones más recientes han sido el producto de un único editor, François Halkin. La «BHG», junto con la Bibliotheca Hagiographica Latina (BHL) y la Bibliotheca Hagiographica Orientalis (BHO), son las herramientas más útiles en la investigación de documentos literarios relativos a los santos.

## Ediciones
- Bibliotheca hagiographica graeca; seu, Elenchus vitarum sanctorum, ed. Société des Bollandistes (Bruxelles: Apud editories, 1895).
- Bibliotheca hagiographica graeca, editio altera, ed. Société des Bollandistes, Subsidia Hagiographica 8 (Bruxelles: Société des Bollandistes, 1909). Disponible en línea – vía Internet Archive.
- Bibliotheca hagiographica graeca, 3.ª ed., 3 vols., ed. François Halkin, Subsidia Hagiographica 8a (Bruxelles: Société des Bollandistes, 1957).
- Bibliotheca hagiographica graeca. Auctarium, ed. François Halkin, Subsidia Hagiographica 47 (Brussels: Société des Bollandistes, 1969).
- Bibliotheca hagiographica graeca. Novum Auctarium, ed. François Halkin, Subsidia Hagiographica 65 (Bruxelles: Société des Bollandistes, 1984).